# هوغو فيريرا
هوغو فيريرا (بالإنجليزية: Hugo Ferreira)‏ هو كاتب أغاني ومغني أمريكي، ولد في 7 مارس 1974 في لواندا في أنغولا.

## وصلات خارجية
- هوغو فيريرا على موقع ميوزك برينز (الإنجليزية)
- هوغو فيريرا على موقع ديسكوغز (الإنجليزية)